# Wendell Green Jr.
Pour les articles homonymes, voir Green.
Wendell Jerome Green Jr., né le 7 août 2002 à Detroit (Michigan), est un joueur professionnel américain de basket-ball évoluant au poste de meneur.

## Biographie

### Carrière junior
Wendell Green Jr. a joué au basket-ball pour la Detroit Country Day School à Beverly Hills, dans le Michigan. En tant que deuxième année, il a obtenu une moyenne de 19,5 points, huit passes et sept rebonds par match. Pour sa première saison, Green a été transféré à l’école La Lumière de La Porte, dans l’Indiana. À La Lumière, il a joué aux côtés d'Isaiah Stewart, Keion Brooks Jr., Jaden Ivey, Jeremy Sochan et Kamari Lands. En tant que junior, il a aidé son équipe à atteindre le match de championnat aux GEICO Nationals. Green s’est engagé à jouer au basket-ball universitaire pour l'université de l’Eastern Kentucky sur les offres de DePaul, Rhode Island et TCU.
Il commence sa carrière universitaire avec les Colonels d'Eastern Kentucky. Le 2 janvier 2021, il a inscrit un record de 30 points et cinq rebonds pour l’Eastern Kentucky lors d’une victoire de 80 à 75 contre les Governors d'Austin Peay. En première année, il a obtenu une moyenne de 15,8 points, cinq passes décisives, 3,4 rebonds et 1,6 interception par match, ce qui lui a valu les honneurs de la First Team All-Ohio Valley Conference (OVC) et de la All-Newcomer Team honors. Il a été cinq fois OVC Freshman of the Week selection.
Pour sa deuxième année, il rejoint l'université d'Auburn et joue pour les Tigers d'Auburn.
Green est nommé dans la 2nd team All-SEC en 2023. Il bat le record d’Auburn pour la plupart des lancers francs consécutifs sans faute, avec 28 lancers francs consécutifs. Le record était auparavant détenu par Daniel Purifoy et Frankie Sullivan. Après sa première saison, Green a choisi de renoncer au reste de son admissibilité à l’université et de s'inscrire à la draft NBA.

### Carrière professionnelle
Wendell Green Jr. n'est pas sélectionné lors de la Draft 2023 de la NBA. Il participe à la NBA Summer League 2023 avec les Cavaliers de Cleveland. Le 28 octobre 2023, il est sélectionné par les Celtics du Maine lors de la draft de la NBA Gatorade League, mais il est coupé le 9 novembre 2023.
En janvier 2024, il s'engage en Serbie avec le club du OKK Novi Pazar. En 14 matchs disputés, il inscrit en moyenne 20,8 points et 4,3 passes décisives par match. En juillet 2024, il participe à The Basketball Tournament avec l'équipe de War Ready. A l'issue du tournoi, il rejoint les Indios de San Francisco de Macorís en République dominicaine avec qui il dispute 7 matchs pour une moyenne de 9,4 points par match.
Le 25 juillet 2024, il s'engage dans le championnat islandais avec Keflavík Basketball Club (en).

## Palmarès et Distinctions

### Palmarès
Néant

### Distinctions personnelles
- First Team All-Ohio Valley Conference (2021)
- All-Newcomer Team honors (2021)
- 5x OVC Freshman of the Week selection (2020-2021)
- 2nd team All-SEC (2023)

## Statistiques

### En universitaire
| Gras/Meilleures performances | [ 14 ] |

| Saison    | Équipe           | Matchs | Titul. | Min./m | % Tir | % 3pts | % LF | Rbds/m. | Pass/m. | Int/m. | Ctr/m. | Pts/m. |
| --------- | ---------------- | ------ | ------ | ------ | ----- | ------ | ---- | ------- | ------- | ------ | ------ | ------ |
| 2020-2021 | Eastern Kentucky | 29     | 25     | 30,5   | 39,6  | 36,4   | 76,9 | 3,4     | 5,0     | 1,6    | 0,1    | 15,8   |
| 2021-2022 | Auburn           | 34     | 5      | 26,4   | 36,5  | 31,7   | 84,4 | 3,7     | 5,1     | 1,5    | 0      | 12,0   |
| 2022-2023 | Auburn           | 34     | 34     | 28,2   | 36,4  | 29,5   | 84,2 | 3,2     | 4,1     | 1,7    | 0      | 13,7   |
| Total     | Total            | 97     | 64     | 28,3   | 37,5  | 32,3   | 82,0 | 3,5     | 4,7     | 1,6    | 0      | 13,7   |